# 冷拉麵

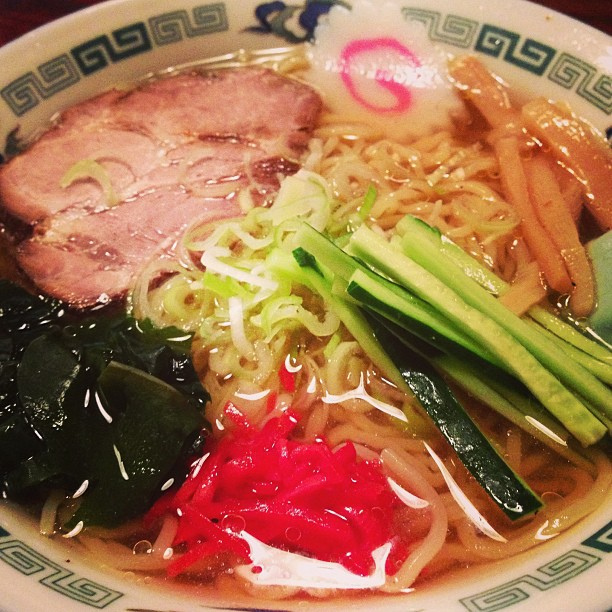
山形縣的冷拉麵

冷拉麵 （冷やしラーメン）為山形縣和福島縣的在地料理。日本麵食料理的一種。

## 摘要
冷拉麵正如其名為冷的拉麵和冷的湯的組合，有些冷拉麵也會有冰塊漂浮於其上。與中華涼麵不同，冷拉麵跟一般拉麵一樣浸泡在湯汁中，醬油是常見的湯頭，其酸味並不如中華涼麵強。
附帶一提，在北海道地區會以冷拉麵來稱呼中華涼麵。在北海道限定，東洋水產以マルちゃん這個品牌販售的「冷やしラーメン」其實是中華涼麵 。

## 歷史

### 山形縣
山形縣山形市本町拉麵店「栄屋本店」的第一代老闆，為因應熟客想要在夏天吃涼涼的拉麵的願望，在不斷的嘗試後，花了1年的時間終於在1952年開發成功。
山形市1933年7月的氣溫為40. 8度，幾乎可以說是日本的最高紀錄。拉麵評論家大崎裕史推測，當時可能由於拉麵的需求量下滑，便從蕎麥麵獲得靈感，開始尋求拉麵變涼的作法。
山形拉麵以醬油口味居多，因此山形的冷拉麵也幾乎都是醬油口味 。山形冷拉麵大約在2000年左右開始在東京廣為人知，約在2013年時，東京的冷拉麵開始流行用干物作為高湯底，後來更出現鹽味高湯、番茄高湯、豚骨高湯等等多樣化的口味。

### 福島縣
1952年，福島縣會津坂下町的食堂「いしやま」出現了「冷拉麵」。發明的原因是為了在多天造訪「いしやま」，但因感冒發燒而沒有食慾的女性而將拉麵用水洗過，因而出現了這種吃法。
麵食料理連鎖店「喜多方ラーメン坂内」有販賣以醬油為基底，加上柴魚和干物所熬製的高湯，加上寬扁麵所製成「和風冷やしラーメン」，2011年時LAWSON便利商店更販賣了喜多方ラーメン坂内監修的期間限定冷拉麵。

## 外部連結
- YouTube上的山形のグルメ「冷やしラーメン」(县市)